# Warsaw Cup de 2016
Warsaw Cup de 2016 foi a décima sexta edição do Warsaw Cup, um evento anual de patinação artística no gelo e que fez parte do Challenger Series de 2016–17. A competição foi disputada entre os dias 17 de novembro e 20 de novembro, na cidade de Varsóvia, Polônia.

## Eventos
- Individual masculino
- Individual feminino
- Duplas
- Dança no gelo

## Medalhistas
| Evento                        | Ouro                                         | Prata                                          | Bronze                                           |
| Individual masculino detalhes | Alexander Majorov · Suécia                   | Dmitri Aliev · Rússia                          | Stéphane Walker · Suíça                          |
| Individual feminino detalhes  | Nicole Schott · Alemanha                     | Kailani Craine · Austrália                     | Alexandra Avstriyskaya · Rússia                  |
| Duplas detalhes               | Valentina Marchei · Ondřej Hotárek · Itália  | Chelsea Liu · Brian Johnson · Estados Unidos   | Minerva Fabienne Hase · Nolan Seegert · Alemanha |
| Dança no gelo detalhes        | Ekaterina Bobrova · Dmitri Soloviev · Rússia | Tiffany Zahorski · Jonathan Guerreiro · Rússia | Lucie Myslivečková · Lukáš Csölley · Eslováquia  |

## Resultados

### Individual masculino
| Pos.              | Nome                 | Nacionalidade    | Pontos | PC         | PL          |
| ----------------- | -------------------- | ---------------- | ------ | ---------- | ----------- |
| Medalha de ouro   | Alexander Majorov    | Suécia           | 228.97 | 78.90 (1)  | 150.07 (1)  |
| Medalha de prata  | Dmitri Aliev         | Rússia           | 217.06 | 70.70 (3)  | 146.36 (2)  |
| Medalha de bronze | Stéphane Walker      | Suíça            | 209.04 | 70.58 (4)  | 138.46 (4)  |
| 4                 | Igor Reznichenko     | Polônia          | 200.43 | 69.85 (5)  | 130.58 (5)  |
| 5                 | Julian Zhi Jie Yee   | Malásia          | 197.75 | 71.27 (2)  | 126.48 (7)  |
| 6                 | Matteo Rizzo         | Itália           | 196.03 | 66.55 (7)  | 129.48 (6)  |
| 7                 | Paul Fentz           | Alemanha         | 191.96 | 53.21 (16) | 138.75 (3)  |
| 8                 | Phillip Harris       | Reino Unido      | 185.18 | 68.90 (6)  | 116.28 (10) |
| 9                 | Tomoki Hiwatashi     | Estados Unidos   | 182.12 | 63.54 (8)  | 118.58 (8)  |
| 10                | Kévin Aymoz          | França           | 176.54 | 60.61 (10) | 115.93 (11) |
| 11                | Sondre Oddvoll Bøe   | Noruega          | 173.71 | 56.49 (11) | 117.22 (9)  |
| 12                | Abzal Rakimgaliev    | Cazaquistão      | 167.12 | 51.86 (19) | 115.26 (12) |
| 13                | Daniil Zurav         | Estônia          | 161.72 | 51.94 (18) | 109.78 (14) |
| 14                | Petr Kotlařík        | República Tcheca | 161.21 | 50.91 (20) | 110.30 (13) |
| 15                | Thomas Kennes        | Países Baixos    | 159.63 | 53.55 (15) | 106.08 (15) |
| 16                | Jan Kurník           | República Tcheca | 158.99 | 54.59 (14) | 104.40 (16) |
| 17                | Krzysztof Gała       | Polônia          | 150.46 | 56.35 (12) | 94.11 (19)  |
| 18                | Michael Neuman       | Eslováquia       | 149.69 | 52.09 (17) | 97.60 (17)  |
| 19                | Jakub Kršňák         | Eslováquia       | 146.89 | 49.57 (22) | 97.32 (18)  |
| 20                | Łukasz Kędzierski    | Polônia          | 146.10 | 55.98 (13) | 90.12 (21)  |
| 21                | Mark Webster         | Austrália        | 144.46 | 50.60 (21) | 93.86 (20)  |
| 22                | Wayne Wing Yin Chung | Hong Kong        | 106.04 | 34.94 (23) | 71.10 (22)  |

### Individual feminino
| Pos.              | Nome                      | Nacionalidade    | Pontos | PC         | PL         |
| ----------------- | ------------------------- | ---------------- | ------ | ---------- | ---------- |
| Medalha de ouro   | Nicole Schott             | Alemanha         | 165.92 | 60.47 (1)  | 105.45 (2) |
| Medalha de prata  | Kailani Craine            | Austrália        | 163.38 | 53.31 (5)  | 110.07 (1) |
| Medalha de bronze | Alexandra Avstriyskaya    | Rússia           | 157.57 | 54.84 (3)  | 102.73 (4) |
| 4                 | Miyu Nakashio             | Japão            | 157.23 | 54.13 (4)  | 103.10 (3) |
| 5                 | Nathalie Weinzierl        | Alemanha         | 155.99 | 57.41 (2)  | 98.58 (6)  |
| 6                 | Emmi Peltonen             | Finlândia        | 153.04 | 51.79 (6)  | 101.25 (5) |
| 7                 | Anita Östlund             | Suécia           | 140.33 | 45.95 (10) | 94.38 (7)  |
| 8                 | Roberta Rodeghiero        | Itália           | 136.56 | 48.17 (8)  | 88.39 (9)  |
| 9                 | Daša Grm                  | Eslovênia        | 133.23 | 45.84 (11) | 87.39 (10) |
| 10                | Riona Kato                | Japão            | 131.35 | 41.49 (17) | 89.86 (8)  |
| 11                | Colette Coco Kaminski     | Polônia          | 130.69 | 45.37 (12) | 85.32 (11) |
| 12                | Léa Serna                 | França           | 128.78 | 47.35 (9)  | 81.43 (13) |
| 13                | Antonina Dubinina         | Sérvia           | 123.19 | 44.77 (13) | 78.42 (16) |
| 14                | Guia Maria Tagliapietra   | Itália           | 122.90 | 44.29 (14) | 78.61 (14) |
| 15                | Chloe Ing                 | Singapura        | 121.25 | 39.69 (22) | 81.56 (12) |
| 16                | Michaela-Lucie Hanzlíková | República Tcheca | 120.57 | 42.13 (16) | 78.44 (15) |
| 17                | Yasmine Kimiko Yamada     | Suíça            | 118.52 | 44.08 (15) | 74.44 (18) |
| 18                | Anna Litvinenko           | Reino Unido      | 117.25 | 40.37 (21) | 76.88 (17) |
| 19                | Johanna Allik             | Estônia          | 113.66 | 41.11 (20) | 72.55 (19) |
| 20                | Bronislava Dobiášová      | Eslováquia       | 111.91 | 39.66 (23) | 72.25 (20) |
| 21                | Jérômie Repond            | Suíça            | 109.29 | 41.43 (18) | 67.86 (24) |
| 22                | Gerli Liinamäe            | Estônia          | 108.66 | 37.11 (25) | 71.55 (22) |
| 23                | Liubov Efimenko           | Finlândia        | 108.30 | 36.43 (26) | 71.87 (21) |
| 24                | Alexandra Hagarová        | Eslováquia       | 108.28 | 41.15 (19) | 67.13 (26) |
| 25                | Elżbieta Gabryszak        | Polônia          | 101.46 | 32.83 (27) | 68.63 (23) |
| 26                | Aneta Janiczková          | República Tcheca | 100.52 | 39.33 (24) | 61.19 (27) |
| 27                | Eliška Březinová          | República Tcheca | 99.61  | 32.47 (29) | 67.14 (25) |
| 28                | Agnieszka Rejment         | Polônia          | 90.72  | 32.82 (28) | 57.90 (28) |
| 29                | Miroslava Magulová        | Eslováquia       | 72.87  | 21.42 (30) | 51.45 (29) |
| WD                | Elžbieta Kropa            | Lituânia         | —      | 50.43 (7)  | — (WD)     |

### Duplas
| Pos.              | Nome                                       | Nacionalidade  | Pontos | PC        | PL         |
| ----------------- | ------------------------------------------ | -------------- | ------ | --------- | ---------- |
| Medalha de ouro   | Valentina Marchei / Ondřej Hotárek         | Itália         | 189.26 | 67.04 (1) | 122.22 (1) |
| Medalha de prata  | Chelsea Liu / Brian Johnson                | Estados Unidos | 141.80 | 52.72 (2) | 89.08 (4)  |
| Medalha de bronze | Minerva Fabienne Hase / Nolan Seegert      | Alemanha       | 141.62 | 49.12 (3) | 92.50 (2)  |
| 4                 | Lana Petranović / Antonio Souza-Kordeyru   | Croácia        | 138.32 | 46.50 (5) | 91.82 (3)  |
| 5                 | Rebecca Ghilardi / Filippo Ambrosini       | Itália         | 128.48 | 47.90 (4) | 80.58 (5)  |
| 6                 | Tatiana Danilova / Mikalai Kamianchuk      | Bielorrússia   | 119.76 | 45.46 (6) | 74.30 (6)  |
| WD                | Ekaterina Alexandrovskaya / Harley Windsor | Austrália      | —      | — (WD)    |            |

### Dança no gelo
| Pos.              | Nome                                   | Nacionalidade  | Pontos | DC        | DL         |
| ----------------- | -------------------------------------- | -------------- | ------ | --------- | ---------- |
| Medalha de ouro   | Ekaterina Bobrova / Dmitri Soloviev    | Rússia         | 183.60 | 72.98 (1) | 110.62 (1) |
| Medalha de prata  | Tiffany Zahorski / Jonathan Guerreiro  | Rússia         | 173.02 | 69.06 (2) | 103.96 (2) |
| Medalha de bronze | Lucie Myslivečková / Lukáš Csölley     | Eslováquia     | 135.12 | 53.30 (4) | 81.82 (4)  |
| 4                 | Justyna Plutowska / Jérémie Flemin     | Polônia        | 131.00 | 48.98 (5) | 82.02 (3)  |
| 5                 | Tina Garabedian / Simon Proulx-Sénécal | Armênia        | 129.88 | 53.94 (3) | 75.94 (5)  |
| 6                 | Charlotte Maxwell / Ryan Devereaux     | Estados Unidos | 120.80 | 47.94 (6) | 72.86 (6)  |
| 7                 | Anastasia Safronova / Ilia Zimin       | Rússia         | 99.66  | 38.44 (7) | 61.22 (7)  |
| WD                | Kate Louise Bagnall / Benjamin Allain  | França         | —      | 37.66 (8) | — (WD)     |
| WD                | Lorenza Alessandrini / Pierre Souquet  | França         | —      | — (WD)    |            |

## Quadro de medalhas
| Ordem | País           | Medalha de ouro | Medalha de prata | Medalha de bronze |    | Ordem por total |
| ----- | -------------- | --------------- | ---------------- | ----------------- | -- | --------------- |
| 1     | Rússia         | 1               | 2                | 1                 | 4  | 1               |
| 2     | Alemanha       | 1               |                  | 1                 | 2  | 2               |
| 3     | Itália         | 1               |                  |                   | 1  | 3               |
| 3     | Suécia         | 1               |                  |                   | 1  | 3               |
| 5     | Austrália      |                 | 1                |                   | 1  | 3               |
| 5     | Estados Unidos |                 | 1                |                   | 1  | 3               |
| 7     | Eslováquia     |                 |                  | 1                 | 1  | 3               |
| 7     | Suíça          |                 |                  | 1                 | 1  | 3               |
| TOTAL | TOTAL          | 4               | 4                | 4                 | 12 | —               |